# Czarnogóra na Mistrzostwach Świata w Lekkoatletyce 2009
Czarnogóra na Mistrzostwach Świata w Lekkoatletyce 2009 reprezentowana była przez dwoje zawodników – jednego mężczyznę i jedną kobietę.. Żadnemu z reprezentantów nie udało się zdobyć medalu podczas tych mistrzostw. 

## Zawodnicy

### Bieg na 800 m mężczyzn
| Zawodnik        | Konkurencja | Eliminacje   | Eliminacje | Półfinał      | Półfinał      | Finał         | Finał         |
| Zawodnik        | Konkurencja | Czas         | Miejsce    | Czas          | Miejsce       | Czas          | Miejsce       |
| --------------- | ----------- | ------------ | ---------- | ------------- | ------------- | ------------- | ------------- |
| Ilija Ranitović | 800 m       | 1:53,17 min. | 45.        | Nie awansował | Nie awansował | Nie awansował | Nie awansował |

### Bieg na 1500 m kobiet
| Zawodniczka       | Konkurencja | Eliminacje   | Eliminacje | Półfinał       | Półfinał       | Finał          | Finał          |
| Zawodniczka       | Konkurencja | Czas         | Miejsce    | Czas           | Miejsce        | Czas           | Miejsce        |
| ----------------- | ----------- | ------------ | ---------- | -------------- | -------------- | -------------- | -------------- |
| Slađana Perunović | 1500 m      | 4:28,67 min. | 39.        | Nie awansowała | Nie awansowała | Nie awansowała | Nie awansowała |